# NGC 1902
NGC 1902 ist die Bezeichnung eines offenen Sternhaufens im Sternbild Dorado. Das Objekt wurde am 23. November 1834 von John Herschel entdeckt.